# دائرة الست
دائرة الست  هي دائرة إدارية في بلجيكا، تتبع فلاندر الشرقية.

## التقسيمات الإدارية
- الست
- Denderleeuw [الإنجليزية]‏
- Erpe-Mere [الإنجليزية]‏
- Geraardsbergen [الإنجليزية]‏
- Haaltert [الإنجليزية]‏
- Herzele [الإنجليزية]‏
- Lede, Belgium [الإنجليزية]‏
- Ninove [الإنجليزية]‏
- Sint-Lievens-Houtem [الإنجليزية]‏
- Zottegem [الإنجليزية]‏.